# A Benefit for Victims of Violent Crime
A Benefit for Victims of Violent Crime is een ep van de Amerikaanse punkband Anti-Flag. Het album bevat vijf nummers die zijn opgenomen in de studio en vijf live nummers die zijn opgenomen in april 2007. De opbrengsten van de verkoop van het album werden gedoneerd aan The Center for Victims of Violence and Crime. Het idee voor de ep is tot stand gekomen naar aanleiding van de moord op de zus van bassist Chris #2 en haar vriend.

## Nummers
1. "No Paradise" - 3:13
2. "Oh, Katrina (Interlude)" - 0:22
3. "No Future" - 2:35
4. "Anthem for the New Millennium Generation" - 3:05
5. "Corporate Rock Still Sucks" - 1:51
6. "John Ashcroft Was a Nazi (Interlude)" - 0:09
7. "Marc Defiant" - 1:10
8. "No Borders No Nations (Live)" - 3:00
9. "1 Trillion Dollar$ (Live)" - 2:49
10. "Turncoat (Live)" - 2:20
11. "The Project for a New American Century (Live)" - 3:38
12. "911 for Peace (Live)" - 3:27

## Band
- Justin Sane - gitaar, zang
- Chris Head - gitaar, zang
- Chris #2 - basgitaar, zang
- Pat Thetic - drums